# USS Oklahoma (BB-37)
USS Oklahoma (BB-37) var ett slagskepp i Nevada-klassen som byggdes av New York Shipbuilding Corporation för den amerikanska flottan.
Oklahoma togs i bruk 1916 och tjänstgjorde under första världskriget som en del av 6:e slagskeppsdivisionen och eskorterade allierade konvojer över Atlanten. Oklahoma moderniserades mellan 1927 och 1929. År 1936 räddade hon amerikanska medborgare och flyktingar från det spanska inbördeskriget. När Oklahoma återvände till västkusten i augusti samma år tillbringade hon resten av sin tjänstgöring i Stilla havet.
Den 7 december 1941, under den japanska attacken mot Pearl Harbor, träffades Oklahomas av flera torpeder och fartyget kapsejsade. Totalt dog 429 stycken besättningsmän. De som överlevde var dem som hoppade av fartyget 15 meter ner i brinnande hett vatten eller kröp över förtöjningslinor som förband Oklahoma och Maryland. Några sjömän som befann sig inuti fartyget räddades när räddningsarbetare borrade hål och öppnade luckor. År 1943 rätades Oklahoma upp och bärgades. Till skillnad från de flesta andra slagskepp som bärgades efter Pearl Harbor var Oklahoma för skadad för att återgå till tjänst. Hennes kvarvarande beväpning och överbyggnad togs bort innan fartyget såldes för skrotning 1946. Skrovet sjönk i en storm 1947 när det bogserades från Oahu, Hawaii, till ett varv i San Franciscobukten.

## Design

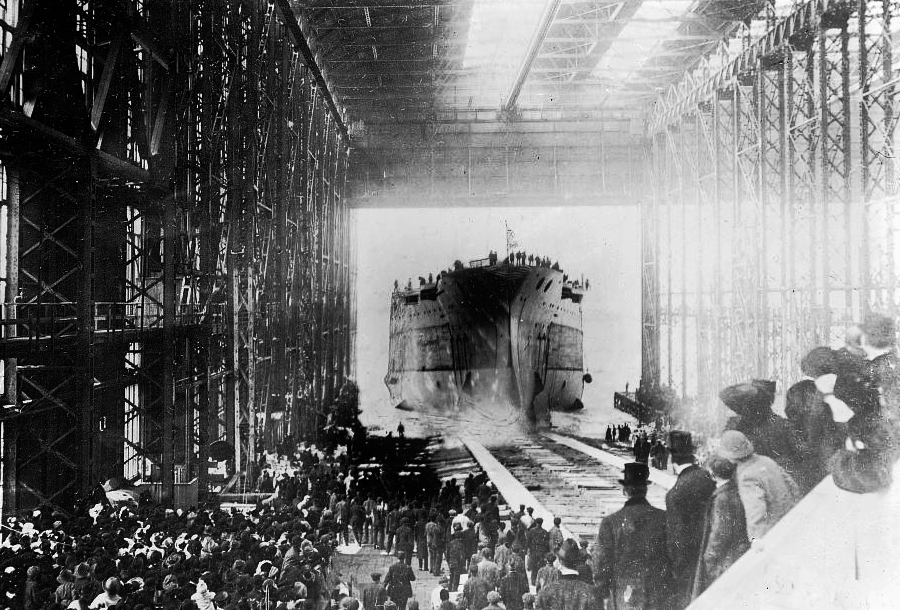
Oklahomas sjösättning den 23 mars 1914

Oklahoma var det andra av två slagskepp i Nevada-klassen. Båda beställdes den 4 mars 1911. Hon var den senaste i en serie av 22 slagskepp och sju pansarkryssare som beställdes av den amerikanska flottan mellan 1900 och 1911. Nevada-klassen var de första av den amerikanska flottans slagskepp av "standardtyp", av vilka 12 färdigställdes fram till 1923. Med dessa fartyg skapade flottan en flotta av moderna slagskepp som var likartade i fråga om eldkraft, hastighet, vändradie och pansar. Betydande förbättringar gjordes dock på fartygen av standardtyp i takt med att flottans teknik utvecklades. De viktigaste innovationerna var trippelkanontorn och "allt eller inget pansar". De tredubbla tornen minskade längden på fartyget som behövde skydd genom att placera 10 kanoner i fyra torn i stället för fem, vilket möjliggjorde tjockare pansar. Fartygen i Nevada-klassen var också de första amerikanska slagskeppen med oljeeldade i stället för koleldade pannor och eftersom olja har mer energi per ton än kol förlängdes fartygens räckvidd. Oklahoma skilde sig från sitt systerfartyg Nevada genom att vara utrustad med trippelexpansionsmotorer, en mycket äldre teknik än Nevadas nya växlade ångturbiner.
Oklahoma hade ett standarddeplacement på 27 941 ton och ett fullastdeplacement på 28 856 ton. Hon hade en total längd på 178 meter, en bredd på 29,11 meter och ett djupgående på 8,69 meter.
Hon drevs av 12 oljeeldade Babcock & Wilcox-pannor som drev två dubbelverkande, vertikala trippelexpansionsmaskiner som gav 24,800 ihp (18 500 kW) för en maxhastighet på 20,5 knop (38,0 km/h). Hon hade en räckvidd på 8 000 nautiska mil (15 000 km) vid 10 knop (19 km/h).
Oklahomas bältpansar hade en tjocklek mellan 343 och 203 mm. Däckspansaret var 76 mm tjockt med ett ytterligare 38 mm tjockt däck, och tornpansaret var 457 mm eller 406 mm på framsidan, 127 mm på ovansidan, 254 mm på sidorna och 229 mm på baksidan.
Hennes beväpning bestod av tio 35,6 cm/45 kaliber kanoner, placerade i två trippel- och två dubbeltorn. Från början hade hon också 21 stycken 12,7 cm/51 kaliber kanoner, främst för försvar mot jagare och torpedbåtar. Hon hade också två (vissa referenser säger fyra) 53,3 cm torpedtuber för Bliss-Leavitt Mark 3-torpeden. Hennes besättning bestod av 864 officerare och sjömän.

## Tjänstgöring

### Konstruktion

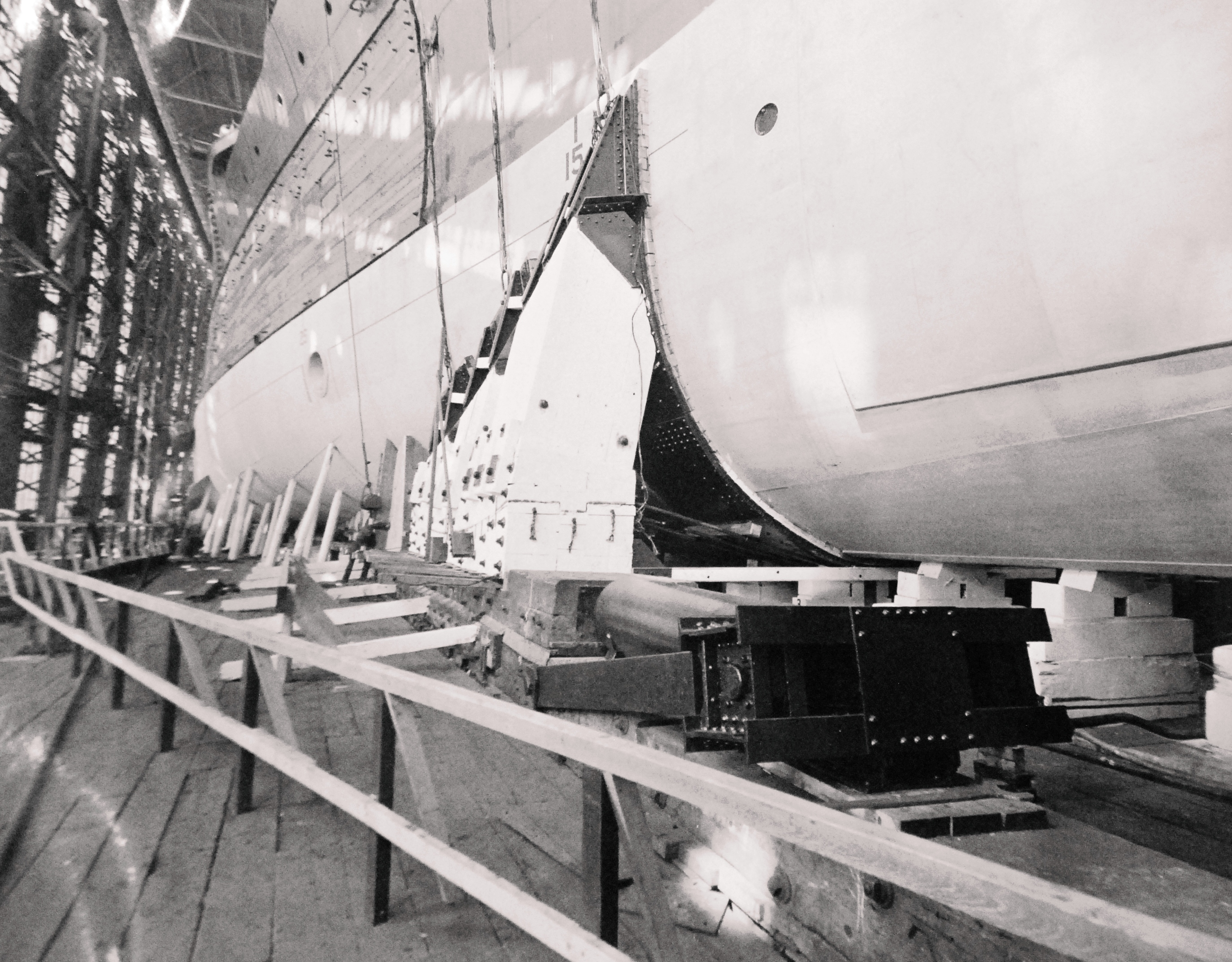
En närbild tagen på skrovet strax innan sjösättningen

Oklahomas kölsträcktes den 26 oktober 1912 av New York Shipbuilding Corporation i Camden, New Jersey.
Hon sjösattes den 23 mars 1914 och sponsrades av Lorena J. Cruce, dotter till Oklahomas guvernör Lee Cruce. Sjösättningen föregicks av en invokation, den första för ett amerikanskt krigsfartyg på ett halvt sekel, som gavs av Elijah Embree Hoss och där olika dignitärer från Oklahoma och den federala regeringen deltog. Därefter flyttades hon till en docka i närheten av det nya argentinska slagskeppet Moreno och den kinesiska kryssaren Fei Hung, som snart skulle bli grekiska Elli, för att utrustas.

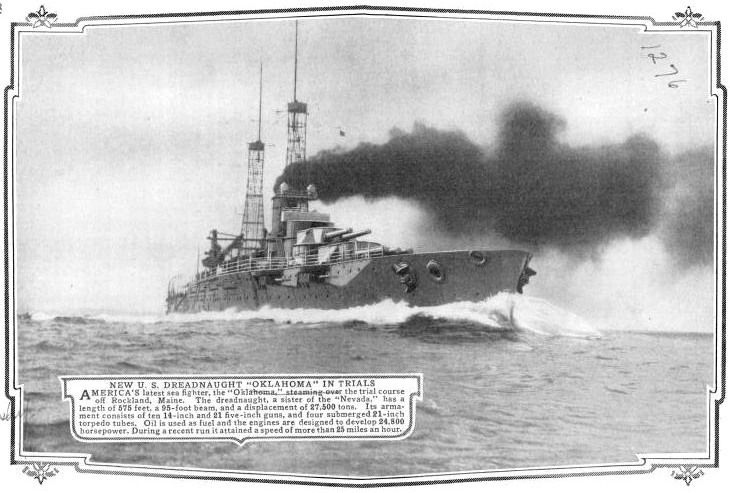
Oklahoma under ett av sina sjötester

Natten till den 19 juli 1915 upptäcktes stora bränder under det främre huvudbatteriets torn, den tredje branden på ett amerikanskt slagskepp på mindre än en månad. Den 22 juli trodde dock flottan att branden i Oklahoma hade orsakats av "defekt isolering" eller ett misstag av en varvsarbetare. Branden försenade slagskeppets färdigställande så mycket att Nevada kunde genomföra sina sjötester och tas i bruk före Oklahoma. Hon togs i bruk i Philadelphia den 2 maj 1916 med kapten Roger Welles som befälhavare.

### Första världskriget
Till en början kunde hon inte ansluta sig till den 9:e slagskeppsdivisionens insatsstyrka som skickades för att stödja Grand Fleet i Nordsjön under första världskriget eftersom olja inte fanns tillgänglig där. År 1917 genomgick hon en ombyggnad, där två 7,6 cm/50 kaliber kanoner för luftvärn installerades framför huvudmasten och nio av 12,7 cm kanonerna togs bort eller omplacerades.
Den 13 augusti 1918 tilldelades Oklahoma den 6:e slagskeppsdivisionen under befäl av konteramiral Thomas S. Rodgers och seglade till Europa tillsammans med Nevada. Den 23 augusti mötte de jagarna USS Balch, Conyngham, Downes, Kimberly, Allen och Sampson 443 km väster om Irland, innan de seglade mot Castletownbere, där de väntade i 18 dagar innan slagskeppet Utah anlände. Divisionen stannade kvar i området med uppgift att skydda amerikanska konvojer som kom till området, men kallades bara ut ur hamnen en gång på 80 dagar. Den 14 oktober 1918 eskorterade hon, under befäl av Charles B. McVay Jr, trupptransportfartyg till Storbritannien och återvände den 16 oktober. Resten av tiden genomförde fartyget övningar för ankar eller i den närliggande Bantry Bay. För att fördriva tiden spelade besättningarna amerikansk fotboll och tävlingssegling. Oklahoma drabbades av sex förluster mellan den 21 oktober och den 2 november till följd av spanska sjukan 1918. Oklahoma stannade kvar utanför Castletownbere fram till krigsslutet den 11 november 1918. Kort därefter var flera av Oklahomas besättningsmedlemmar inblandade i en rad slagsmål med medlemmar av Sinn Féin, vilket tvingade fartygets befälhavare att be om ursäkt och ekonomiskt kompensera två borgmästare i staden.

### Mellankrigstiden

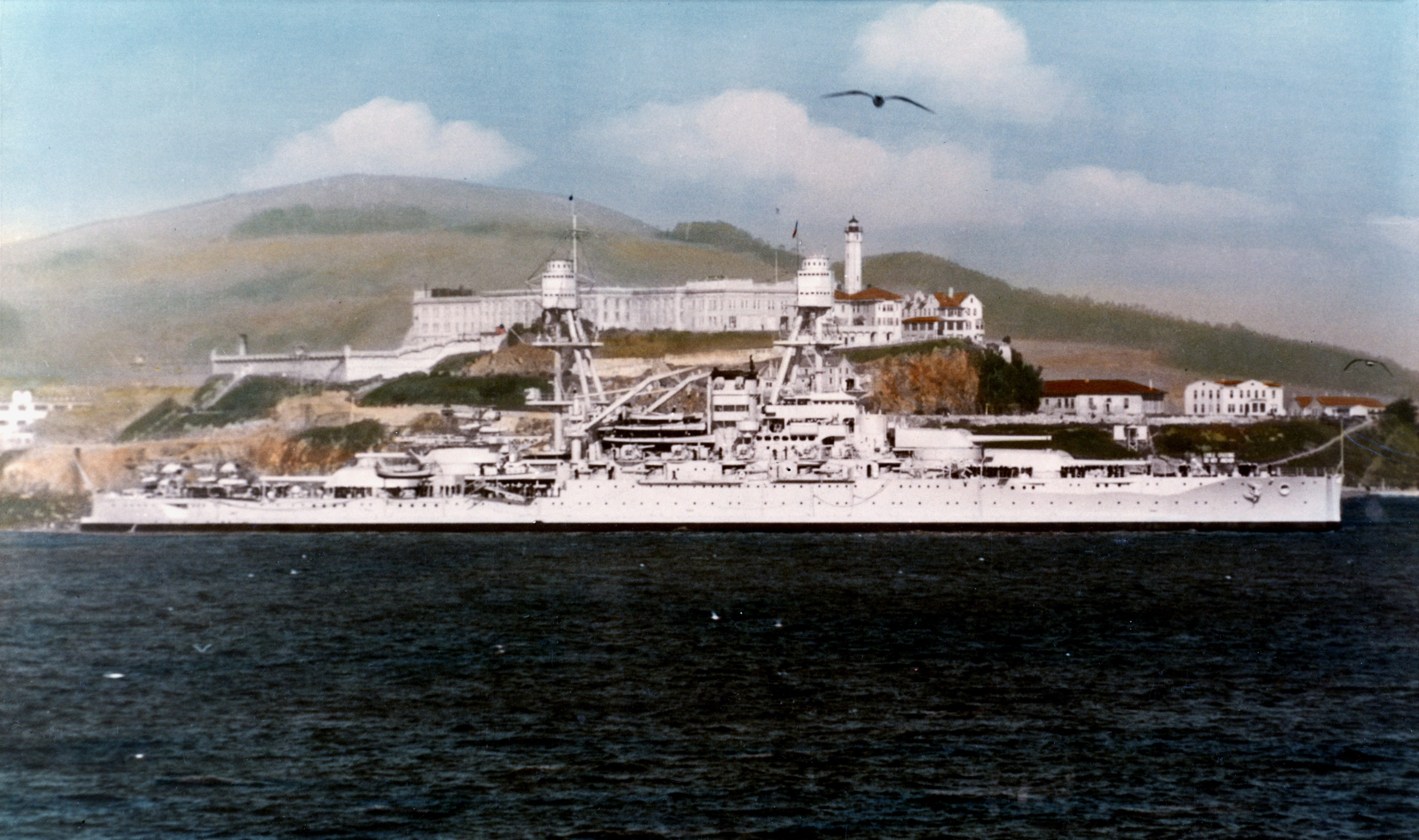
Oklahoma passerar Alcatraz

Oklahoma lämnade Portland den 26 november och fick sällskap av Arizona den 30 november, Nevada den 4 december och den 9:e slagskeppsdivisionens fartyg kort därefter. Fartygen fick i uppdrag att eskortera konvojen med oceanångaren SS George Washington med president Woodrow Wilson ombord, och anlände tillsammans med detta fartyg till Frankrike flera dagar senare. Hon seglade den 14 december till New York och tillbringade sedan början av 1919 med att genomföra vinterstridsövningar utanför Kubas kust. Den 15 juni 1919 återvände hon till Brest och eskorterade Wilson på en andra resa, och återvände till New York den 8 juli. Oklahoma var en del av Atlantflottan under de kommande två åren, och genomgick en översyn och utbildade sin besättning. Det sekundära batteriet minskades 1918 från 20 till 12 kanoner av kaliber 12,7 cm/51. I början av 1921 reste hon till Sydamerikas västkust för kombinerade övningar med Stillahavsflottan, och återvände senare samma år för att fira hundraårsdagen av Perus självständighet.
Därefter anslöt hon sig till Stillahavsflottan och inledde 1925 en uppmärksammad kryssning tillsammans med flera andra slagskepp. De lämnade San Francisco den 15 april 1925 och anlände till Hawaii den 27 april, där de genomförde krigsövningar. De seglade mot Samoa den 1 juli och korsade ekvatorn den 6 juli. Den 27 juli anlände de till Australien och genomförde ett antal övningar där, innan de tillbringade tid i Nya Zeeland och återvände till USA senare samma år. I början av 1927 passerade hon Panamakanalen och flyttades för att anslutas till Scouting Fleet.
I november 1927 anlände hon till Philadelphia Navy Yard för en omfattande översyn. Hon moderniserades genom att lägga till åtta kanoner av kaliber 12,7 vm/25, och tornens maximala elevation höjdes från 15 till 30 grader. En flygplanskatapult installerades på toppen av torn nr 3. Hennes pansar utökades också väsentligt mellan september 1927 och juli 1929, ett torpedskydd lades till och ytterligare 51 mm stål på pansardäcket. Översynen ökade hennes bredd till 33 meter, den bredaste i den amerikanska flottan, och minskade hennes hastighet till 19,68 knop (36,45 km/h).

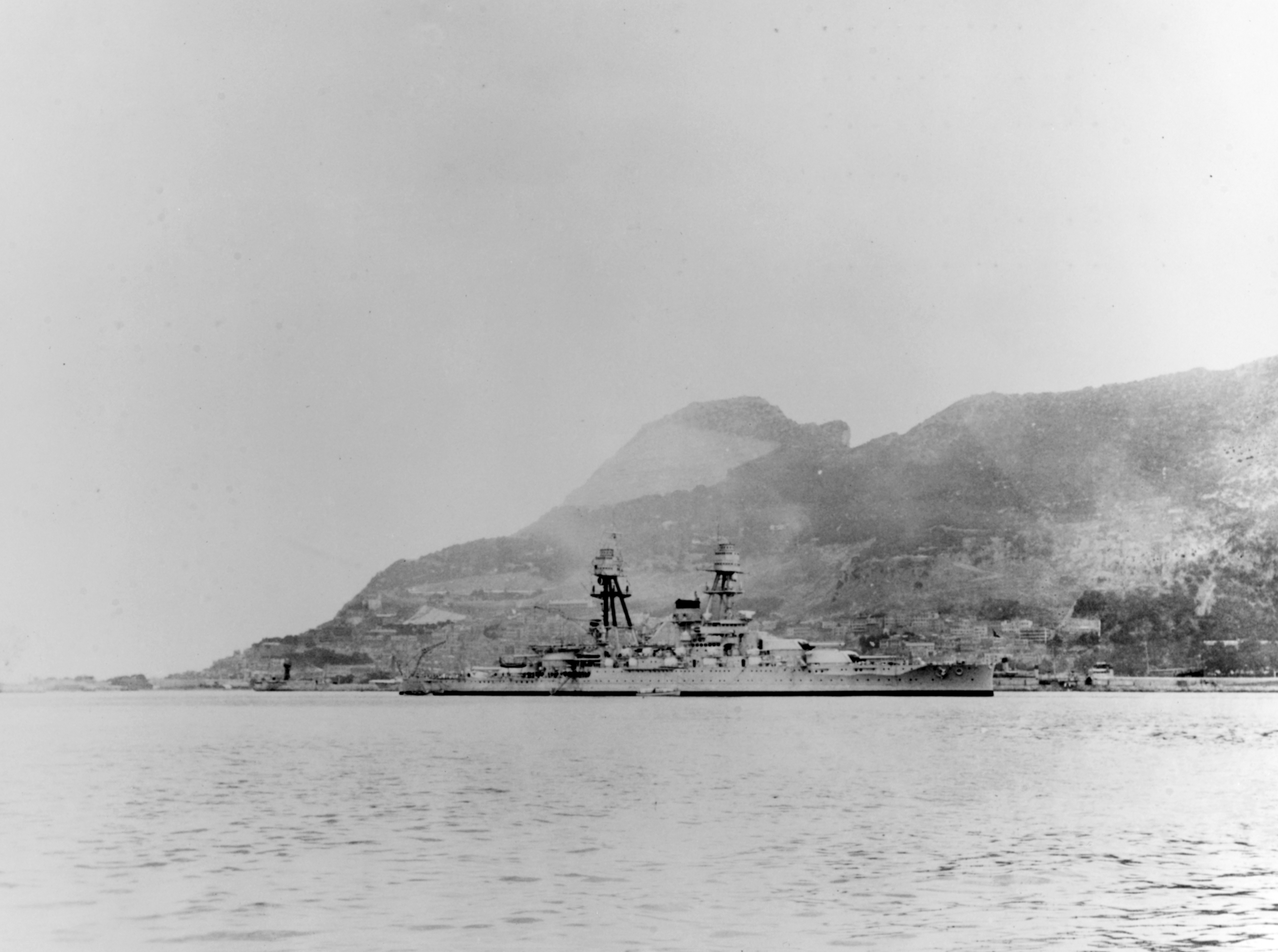
Oklahoma i Gibraltar under det spanska inbördeskriget, april 1936

Oklahoma återförenades med Scouting Fleet för övningar i Västindien och återvände sedan till västkusten i juni 1930 och baserades där fram till våren 1936. Den sommaren tog hon med sig aspiranter på en europeisk kryssning och besökte nordliga hamnar. Kryssningen avbröts av att det spanska inbördeskriget bröt ut. Oklahoma seglade till Bilbao och anlände den 24 juli 1936 för att rädda amerikanska medborgare och andra flyktingar som hon förde till Gibraltar och franska hamnar. Hon återvände till Norfolk den 11 september och till västkusten den 24 oktober.
Oklahomas verksamhet vid Stillahavsflottan under de följande fyra åren omfattade gemensamma operationer med armén och utbildning av reservister. Oklahoma var baserad i Pearl Harbor från och med den 29 december 1937 och återvände endast två gånger till fastlandet, en gång för att montera fler luftvärnskanoner och pansar på sin överbyggnad vid Puget Sound Navy Yard i början av februari 1941 och en gång för att få sitt pansar utbytt i San Pedro i mitten av augusti samma år. Under resan den 22 augusti drabbades Oklahoma av en svår storm. En man sveptes överbord och tre andra skadades. Nästa morgon tvingade en trasig styrbords propelleraxel fartyget att stanna, bedöma skadan och segla till San Francisco, det närmaste flottvarvet med en lämplig torrdocka. Hon stannade i torrdocka och genomgick reparationer fram till mitten av oktober. Därefter återvände fartyget till Hawaii. Washingtonfördraget hade hindrat flottan från att ersätta Oklahoma, vilket ledde till serien av ombyggnader för att förlänga hennes livslängd. Fartyget var planerat att pensioneras först den 2 maj 1942.

### Attacken mot Pearl Harbor

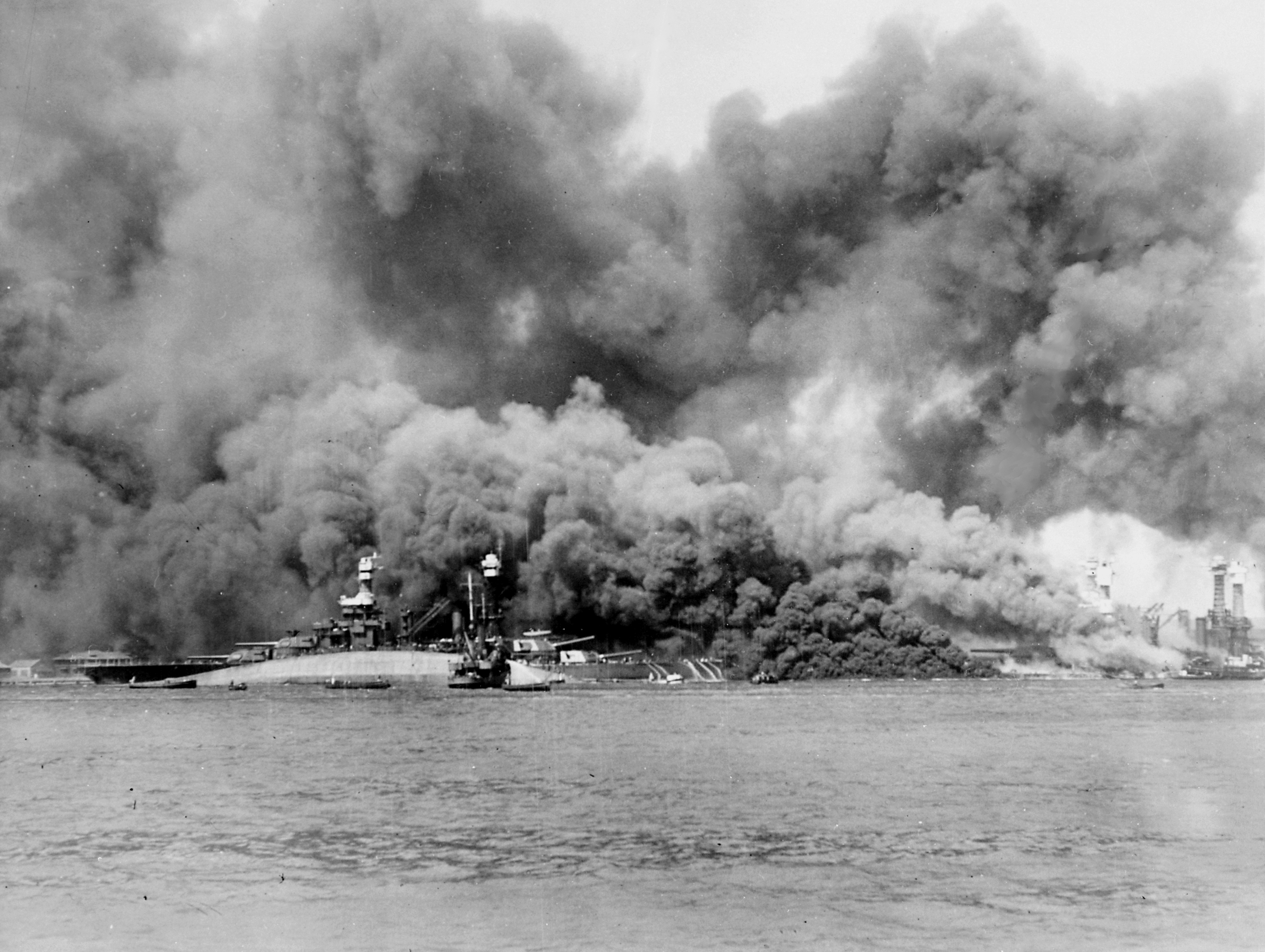
Ett foto taget under attacken visar hur Oklahoma kapsejsar

Den 7 december 1941, när japanerna anföll Pearl Harbor, låg Oklahoma förtöjd vid kaj Fox 5, på Battleship Row, i den yttre position bredvid slagskeppet Maryland. Hon blev omedelbart attackerad av flygplan från de japanska hangarfartygen Akagi och Kaga och träffades av tre torpeder. Den första och den andra träffade med några sekunders mellanrum och träffade mittskepps ungefär klockan 07:50 eller 07:53, 6,1 meter under vattenlinjen mellan skorstenen och huvudmasten. Torpederna sprängde bort en stor del av hennes torpedskydd och spillde ut olja från de intilliggande rören, men ingen av dem trängde in i skrovet. De flesta av männen bemannade stationer under fartygets vattenlinje eller sökte skydd på tredje däck, vilket var ett protokoll under en flygattack. Den tredje torpeden slog till klockan 08:00, och träffade nära där de två första gjorde det, penetrerade skrovet, förstörde de intilliggande bränsletankarna och sprängde tillträdesstommar till de två främre pannrummen samt tvärskottet till det akterliga pannrummet.
När hon började kantra åt babord träffade ytterligare två torpeder, och hennes män besköts med kulsprutor när de övergav fartyget. På mindre än tolv minuter rullade hon runt tills hon stoppades av att masterna rörde botten, styrbordssidan var ovanför vattenytan och en del av kölen var blottad. Man tror att fartyget absorberade så många som åtta träffar totalt. Många i hennes besättning stannade dock kvar i striden och klättrade ombord på Maryland för att hjälpa till att bemanna hennes luftvärnsbatterier. Fyrahundratjugonio av hennes officerare och värnpliktiga män dödades. Trettiotvå andra sårades och många blev instängda i det kapsejsade skrovet. Räddningsförsöken inleddes inom några minuter efter det att fartyget kapsejsat och fortsatte in på natten, och i flera fall räddades män som varit instängda i flera timmar. Julio DeCastro, en civil varvsarbetare från Hawaii, organiserade ett team som räddade 32 sjömän från Oklahoma. Detta var en särskilt knepig operation eftersom det genom att skära upp skrovet frigjorde instängd luft, vilket höjde vattennivån runt de instängda männen, samtidigt som det kunde antända lagrat bränsle om man skar på fel ställen. Det är troligt att vissa överlevande aldrig nåddes i tid.

#### Bärgning

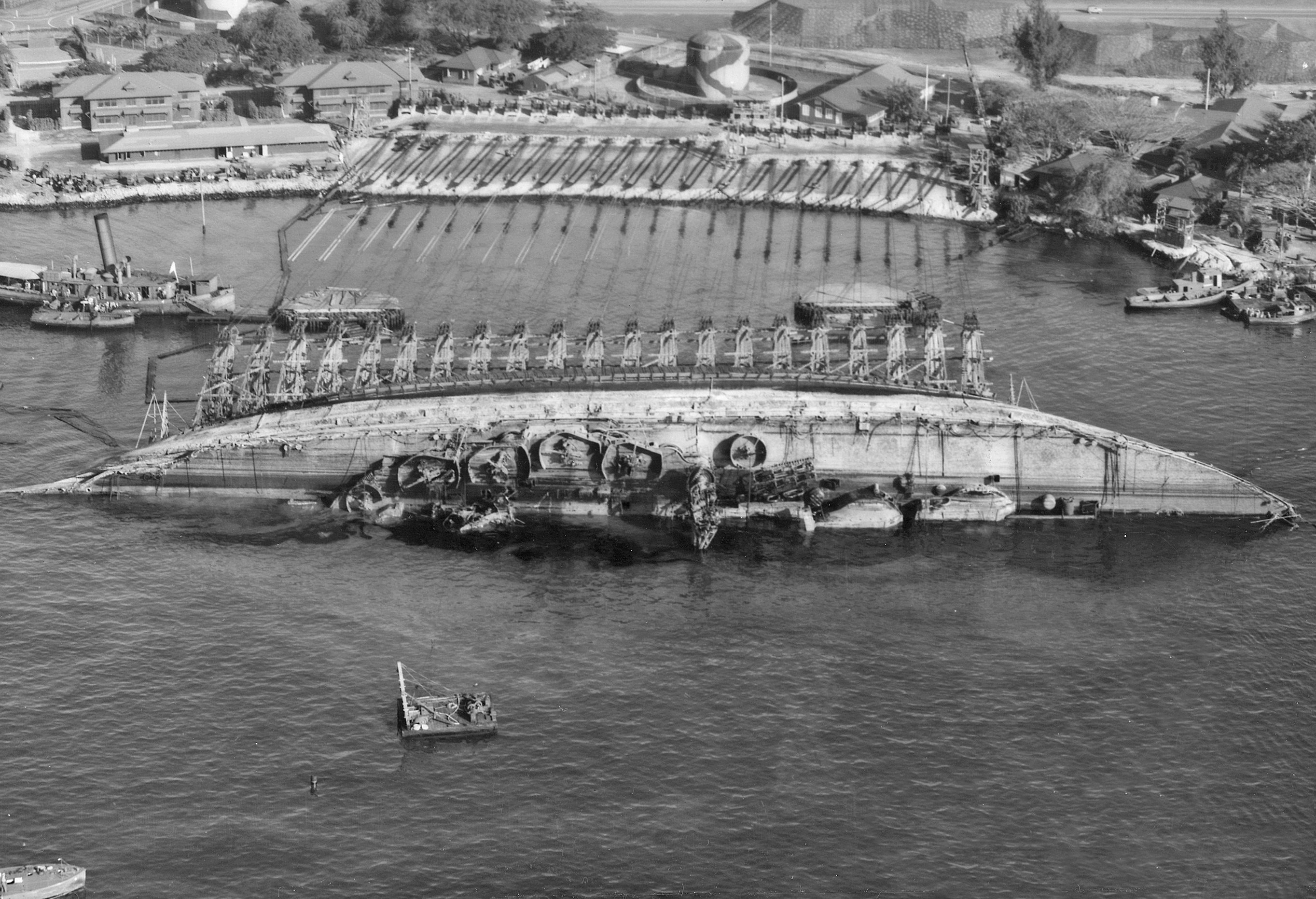
En bild som visar bärgningsarbetet den 19 mars 1943

I början av 1942 konstaterades det att Oklahoma kunde bärgas och att fartyget var en fara för sjöfarten eftersom det hade rullat in i hamnens farled. Även om det var dyrt att göra det, påbörjades arbetet med att bärga Oklahoma den 15 juli 1942, under befäl av kapten F. H. Whitaker och ett team från Pearl Harbor Naval Shipyard.
Förberedelserna för att räta upp det omkullvälta skrovet tog mindre än åtta månader att slutföra. Luft pumpades in i inre kamrar och improviserade luftslussar som byggdes in i fartyget, vilket tvingade 20 000 ton vatten ut ur fartyget genom hålen från torpederna. 4 500 ton koraller deponerades framför fören för att förhindra glidning och två pråmar placerades på vardera sidan av fartyget för att kontrollera fartygets upphöjning.
Arbetet att räta upp fartyget inleddes den 8 mars och avslutades den 16 juni 1943. Grupper av specialister från flottan gick sedan in i det tidigare nedsänkta fartyget för att ta bort mänskliga kvarlevor. Därefter placerades sänkkistor runt skrovet för att möjliggöra grundläggande reparationer så att fartyget kunde lyftas upp igen. Arbetet var färdigt i november och den 28 december bogserades Oklahoma till torrdocka nr 2 vid Pearl Harbor Naval Shipyard. Väl i dockan avlägsnades hennes huvudkanoner, maskineri, kvarvarande ammunition och förråd. De allvarligaste strukturella skadorna på skrovet reparerades också för att göra fartyget vattentätt. Den amerikanska flottan ansåg dock att fartyget var för gammalt och för svårt skadat för att åter tas i bruk.

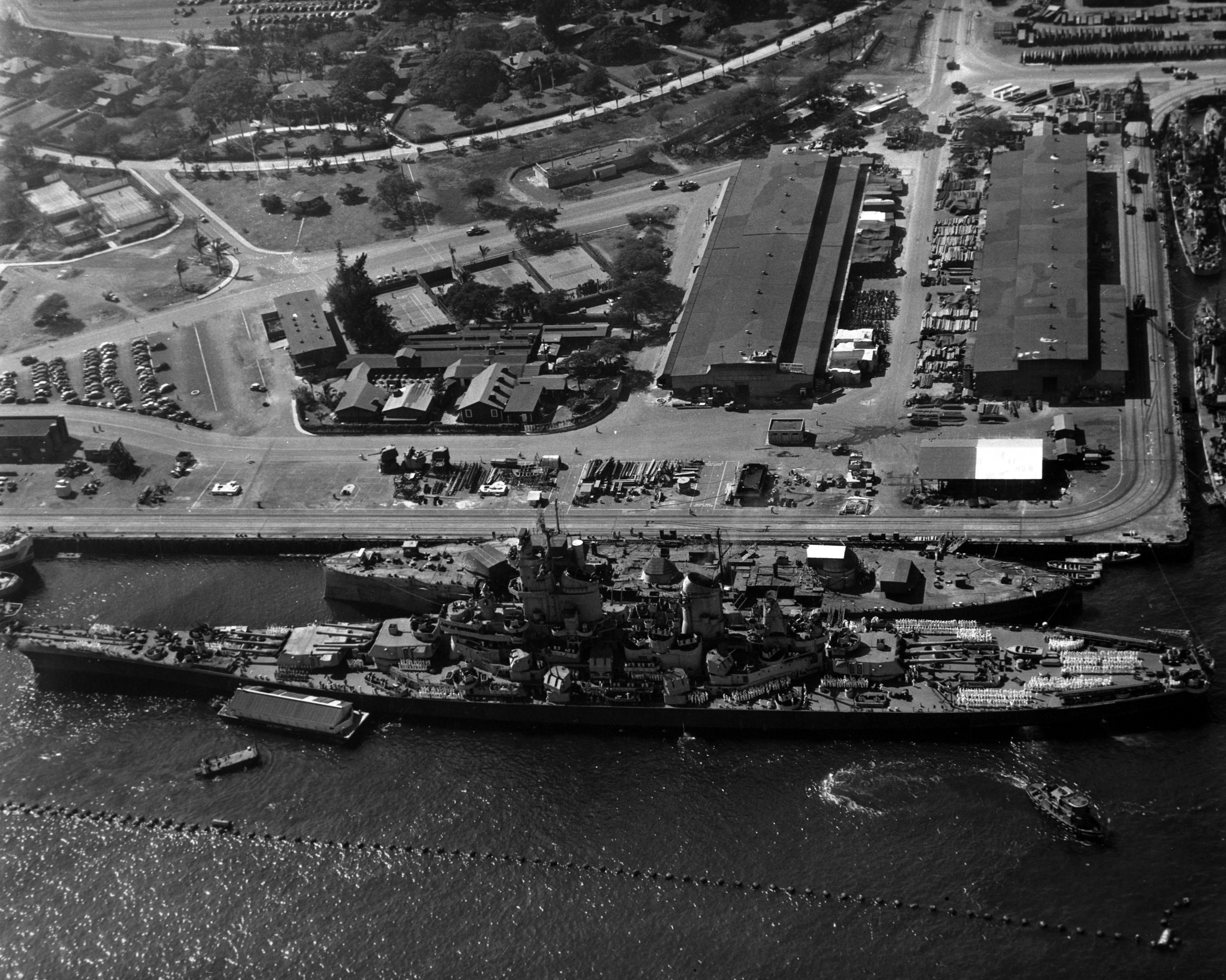
(yttre) ligger förtöjd vid Oklahomas skrov vid Pearl Harbor Navy Yard den 11 november 1944

Oklahoma togs ur bruk den 1 september 1944, och all kvarvarande beväpning och överbyggnader avlägsnades då. Den 26 november 1946 auktionerades hon ut på Brooklyn Navy Yard, där hennes motorer, pannor, turbogeneratorer, styrenheter och cirka 24 000 ton stål ansågs kunna räddas. Hon såldes till Moore Drydock Co. i Oakland, Kalifornien för 46 127 dollar.

#### Den sista resan
I maj 1947 började en bogseringsoperation med två bogserbåtar att flytta Oklahomas skrov från Pearl Harbor till San Franciscobukten.
Under bogseringen, den 17 maj hamnade fartygen i en storm mer än 800 km från Hawaii. Bogserbåten Hercules riktade sin strålkastare mot det före detta slagskeppet och upptäckte att det hade börjat kränga kraftigt. Efter att ha ringt till marinbasen i Pearl Harbor fick båda bogserbåtarna order om att vända och gå tillbaka till hamnen. Utan förvarning drogs Hercules tillbaka förbi bogserbåten Monarch, som drogs bakåt i 15 knop (28 km/h). Oklahoma hade börjat sjunka rakt ner, vilket ledde till att vatten svämmade över de båda bogserbåtarnas akter.
Båda kaptenerna på bogserbåtarna lossade kabeltrummorna som kopplade de 430 meter långa bogserlinorna till Oklahoma. När slagskeppet sjönk snabbt gick linan från Monarch snabbt ut och släppte loss bogserbåten. Hercules kablar släppte dock inte förrän i sista stund, vilket gjorde att hon kastades fram och tillbaka över platsen där Oklahoma precis sjunkit. Slagskeppets exakta position är idag okänd.